# (436) Patricia
(436) Patricia es un asteroide perteneciente al cinturón exterior de asteroides descubierto el 13 de septiembre de 1898 por Friedrich Karl Arnold Schwassmann y Maximilian Franz Wolf desde el observatorio de Heidelberg-Königstuhl, Alemania.
Se desconoce la razón del nombre.